# Churrasco
Churrasco é uma iguaria feita à base de carne in natura ou processada, assada sobre o fogo ou brasas, com a utilização de espetos ou grelhas.

## Origem
Não existe referência exata sobre a origem do churrasco, mas presume-se que a partir do domínio do fogo na pré-história, o homem passou a assar a carne de caça quando percebeu que o processo amaciava e conservava o alimento.
Com o tempo, as técnicas foram sendo aperfeiçoadas, principalmente entre os caçadores e criadores de gado, dependendo sempre do tipo de carne e lenha disponíveis.
Os índios tupis, por exemplo, costumavam defumar a carne sobre grelhas de madeira, no chamado moquém (moka'em), um antepassado do atual churrasco, conservando-a para o consumo durante longo tempo.
Na América do Sul, a primeira grande área de criação de gado foi o pampa, uma extensa região de pastagem natural que compreende parte do território do estado do Rio Grande do Sul, no Brasil, além da Argentina e Uruguai. Foi ali que os vaqueiros, conhecidos como gaúchos e cujo termo se transformou no gentílico do cidadão nascido no Rio Grande do Sul, tornaram o prato famoso e típico.
A carne assada era a refeição mais fácil de se preparar quando se passava dias fora de casa, bastando uma estaca de madeira, uma faca afiada, fogo e sal grosso, ingrediente abundante e que é utilizado também como complemento alimentar do gado.
A partir dali, o costume cruzou as regiões e se tornou um prato nacional, multiplicando-se as formas de preparo, o que gera entre os adeptos muita discussão sobre o verdadeiro churrasco, como por exemplo a utilização de lenha ou carvão, de espeto ou grelha, temperado ou não, com sal grosso ou refinado, de gado, suíno, aves ou frutos do mar.
O correto é afirmar que não existe fórmula exata, uma vez que cada região desenvolveu um tipo diferente de carne assada, mas, sem dúvidas, a imagem mais famosa no Brasil é o churrasco preparado no sul do país.

## Origem do nome

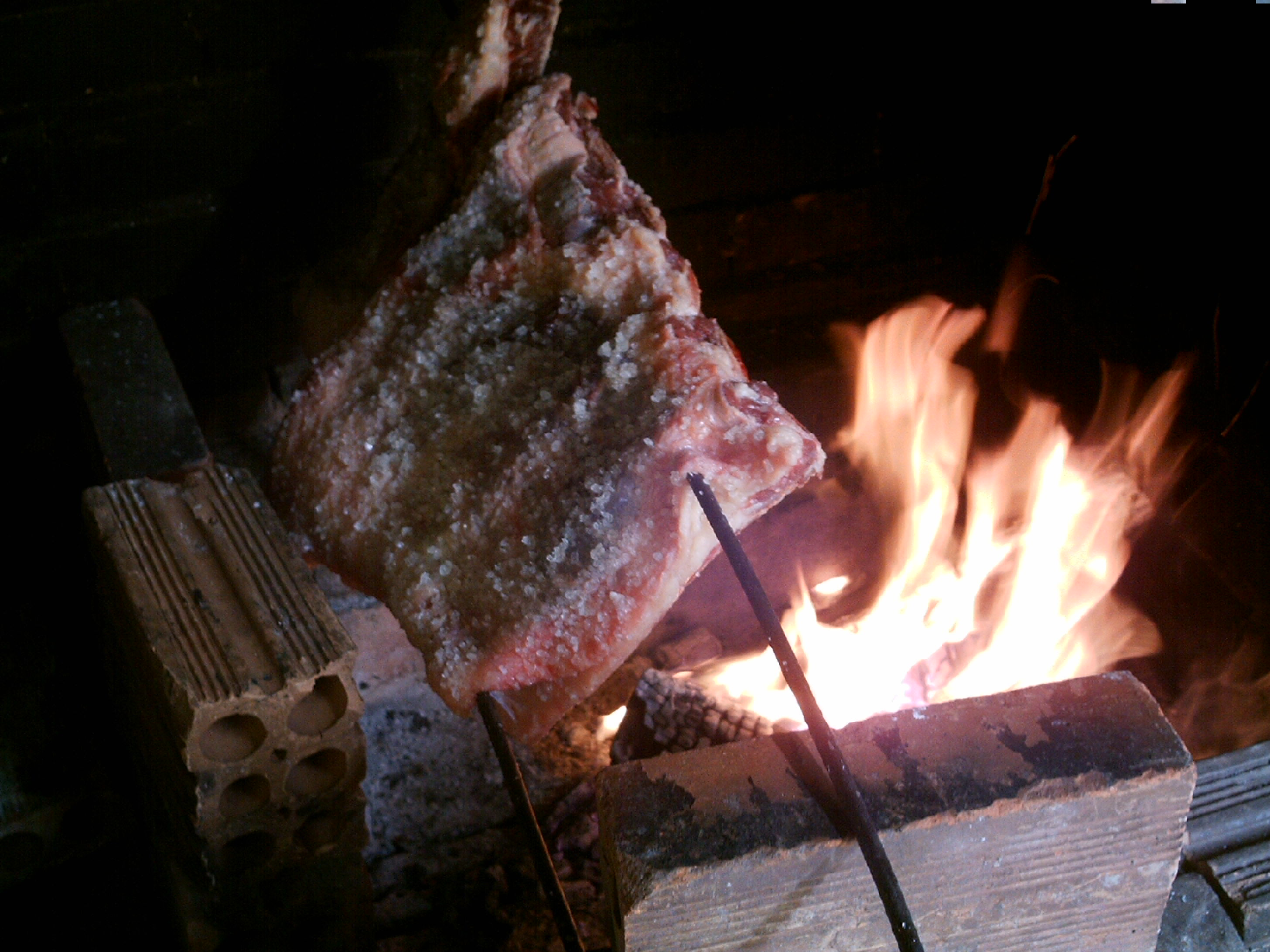
Churrasco de costela bovina em fogo de lenha

Palavra usada em português e também no espanhol dos países latino-americanos para designar um pedaço de carne assada nas brasas.
O Dicionário da Academia Espanhola sugere, sem citar fontes, que seria um vocábulo de origem onomatopeica, presumivelmente do som que produz a gordura ao gotejar sobre a brasa.
O filólogo catalão Joan Coromines, no entanto, afirma que o termo originou-se em uma palavra muito antiga, anterior à presença dos romanos na Península Ibérica, que nos chegou vinda de sukarra (chamas de fogo, incêndio), formada por su (fogo) e karra (chama).
Este vocábulo apareceu primeiramente em castelhano, sob a forma socarrar, e ao longo dos séculos derivaram-se diversas variantes dialetais na Espanha, das quais a que nos interessa é churrascar, do andaluz e do leonês berceano, de onde provém a palavra churrasco. O filólogo catalão cita também o chilenismo churrasca.

## Asadorioplatense
Na Argentina e no Uruguai, o churrasco típico chamado asado é o prato nacional de ambos países. Tradicionalmente é feito na grelha com uso de lenha ou carvão.

Os gauchos alimentavam-se sobretudo de churrasco no pão, que está na origem do asado rioplatense.  Na Argentina, o asado tradicional dos Pampas estendeu-se a toda a população, e hoje, devido à qualidade e ao preço baixo, é consumido por todas as classes sociais. É até comum ver operários a preparar o prato na rua na hora do almoço.

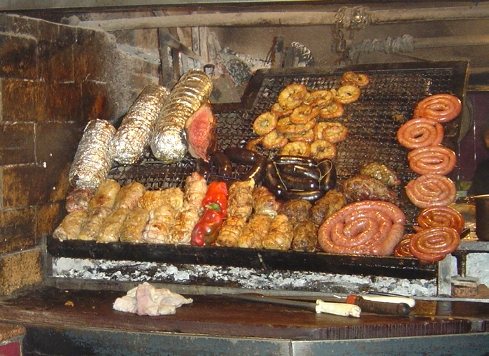
Parrilla (Mercado del Puerto, Montevidéu)

Aos finais de semana, as famílias se juntam nos pátios das casas para desfrutar um asado mais sofisticado que inclui, além de famoso bife, todo o tipo de achuras - órgãos menores como os rins, intestinos, estômago, timo, e ainda morcelas e vários tipos de embutidos.
Nos pátios das casas aos domingos, nos parques e até em locais específicos em balneários, os uruguaios desfrutam seu asado. Na capital Montevidéu, o tradicional Mercado del Puerto é um ponto especial para nativos e para turistas consumirem a parrillada e outras especialidades da culinária local e regional, além de escutar música como o candombe (ritmo afro-uruguaio), tango, folclore, entre outras atrações.
Os asados também são consumidos no Paraguai e podem ser acompanhados de mandioca, pão ou saladas. Em 2008, o Paraguai garantiu um lugar no Guinness Book, o livro dos recordes, como o país que registrou o maior consumo de churrasco ao ar livre no mundo, sendo disponibilizados 26 715 quilos de carne, com a participação de mais de 40 mil pessoas.

## Brasil

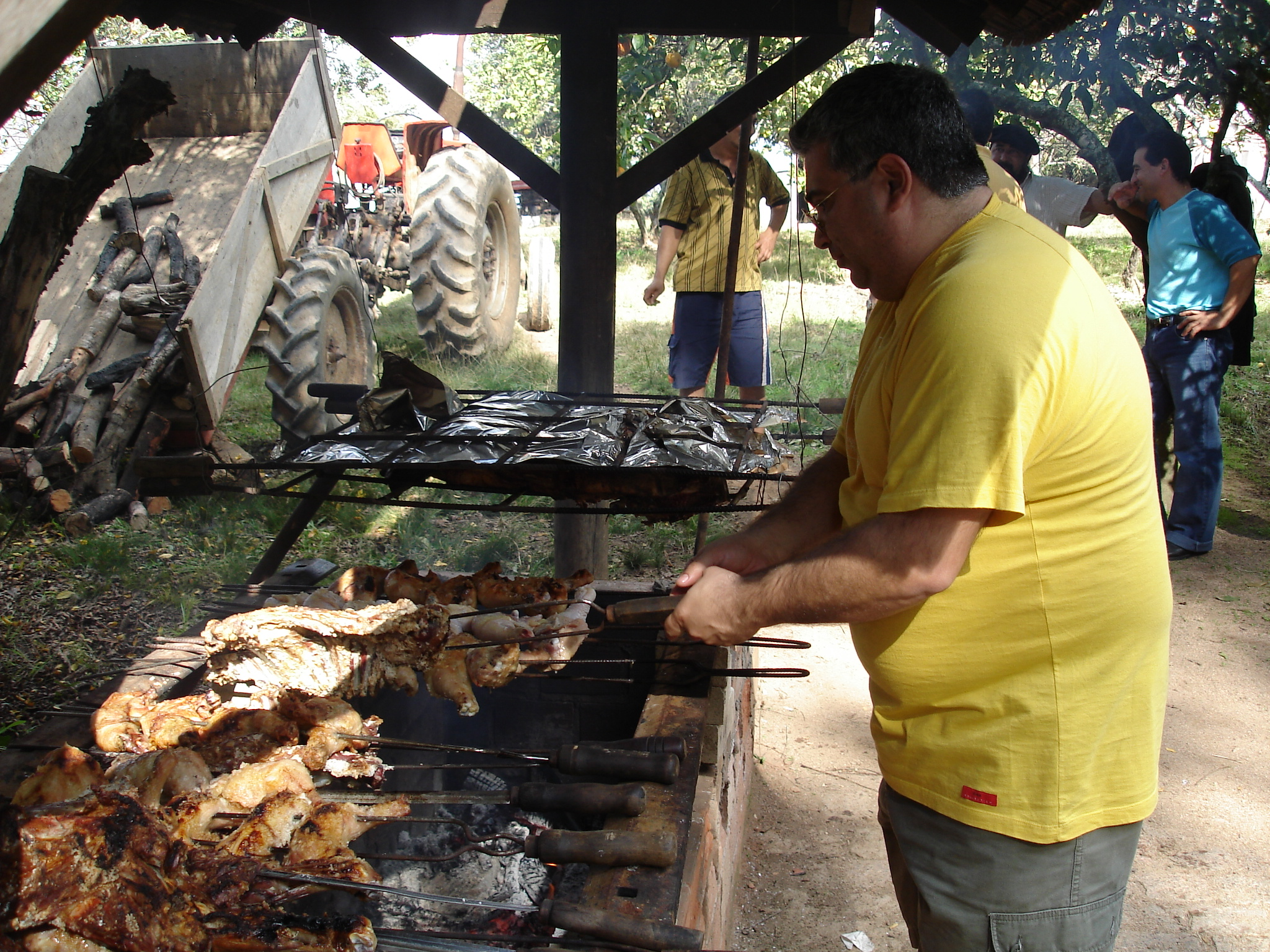
Churrasco campeiro

No Brasil, churrasco se refere a toda carne assada na churrasqueira ou diretamente no solo, no estilo denominado "fogo de chão", quase sempre em grandes espetos, na região sul, e grelha nas outras regiões.
Para o fogo, o uso de carvão é o mais comum, pela praticidade e facilidade de compra, porém os mais tradicionalistas defendem o uso da lenha. Existem também churrasqueiras com outras fontes de calor, como as que usam gás ou resistências elétricas.
O tempero varia conforme o gosto e o costume local, podendo ser simplesmente sal grosso ou refinado, até as mais elaboradas fórmulas. De longe, a carne bovina é a preferida, mas também são muito apreciadas as carnes de origem suína, ovina, de aves, além de embutidos, como a linguiça.

## Ingredientes mais utilizados
No Brasil, os ingredientes mais utilizados são:
- Bovinos: picanha, costela, maminha, fraldinha, alcatra, filé, contrafilé;
- Suínos: pernil, lombo e costeleta;
- Carne ovina: costela, paleta e pernil;
- Carne de frango: cortes de frango, como coxa, sobrecoxa, peito e asas;
- Embutidos: linguiças.

Normalmente o churrasco é acompanhado de saladas, pão de alho, farofa e outros pratos.

## Outros derivados do churrasco
- O prato da culinária japonesa chamado jingisukan - no Brasil chamado Genghis Khan - é um prato feito numa churrasqueira semelhante a uma panela. Foi inventado em Hokkaido, na região norte do país. Lá, utiliza-se a carne de carneiro; jingisukan é, na verdade uma chapa na qual a carne é preparada.[20]

- Vegetais, como pimentão, berinjela, abobrinha, cebola e abacaxi, assim como queijos, passaram a ser assados na grelha, como acompanhamento.[21]